# Ludwik Gardowski

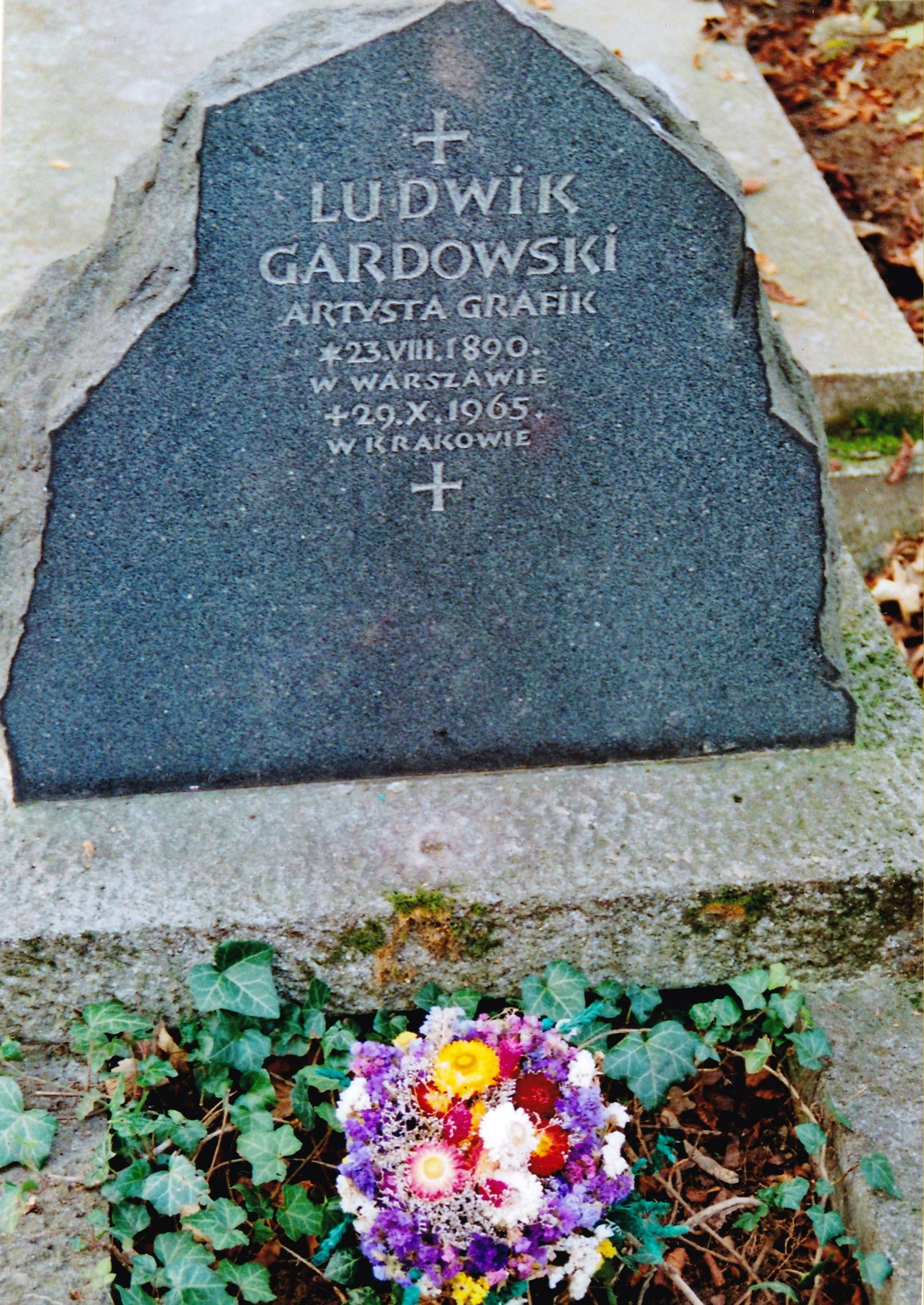
Grób Ludwika Gardowskiego na cmentarzu Rakowickim w Krakowie

Ludwik Gardowski (ur. 23 sierpnia 1890 w Warszawie, zm. 29 października 1965 w Krakowie) – polski grafik i pedagog. Jeden z twórców kierunku narodowego w typografii, w okresie międzywojennym był współzałożycielem awangardowej grupy artystycznej grafików „Ryt”. Wykładowca warszawskiej Szkoły Sztuk Pięknych, a następnie profesor Akademii Sztuk Pięknych w Krakowie.

## Życiorys
Urodził się 23 sierpnia 1890 w Warszawie, w rodzinie Wacława i Julii ze Szramów. Kształcił się w warszawskiej Szkole Sztuk Pięknych u Edwarda Trojanowskiego w latach 1908–1911, potem wyjechał do Francji, gdzie w latach 1911–1914 zetknął się ze światem paryskiej awangardy plastycznej i kontynuował naukę malarstwa i grafiki. Po powrocie do Warszawy w roku 1914 rozpoczął działalność wystawienniczą, w latach 1916–1917 należał do założycieli Polskiego Klubu Artystycznego. W 1920 ochotniczo wstąpił do Wojska Polskiego.
Mimo że debiutował jako malarz, jego głównym polem twórczości stała się wkrótce grafika warsztatowa i użytkowa, a zwłaszcza liternictwo. Został kierownikiem artystycznym pisma „Grafika Polska” (1921–1923), wyznaczając kierunek poszukiwań w zakresie modernistycznej typografii traktującej pismo w kategorii kompozycji znaków. Wspólnie z Adamem Półtawskim rozpoczął pracę nad wzorcem polskiej czcionki, którą Półtawski dokończył samodzielnie, zaś Gardowski skupił się na ornamentyce typograficznej (1923, tzw. ornament Gardowskiego).
Na Międzynarodowej Wystawie Sztuki Dekoracyjnej i Wzornictwa w Paryżu w roku 1925 otrzymał na wystawie sekcji polskiej dyplom honorowy za plakat i złoty medal za projekt książki.
Zajął się również pracą pedagogiczną prowadząc wykłady z zakresu grafiki książkowej w Szkole Sztuk Pięknych w Warszawie (1924–1929), traktujące książkę jako dzieło nierozerwalnie związane z grafiką warsztatową.
Wraz z Władysławem Skoczylasem był założycielem Stowarzyszenia Polskich Artystów Grafików „Ryt” (od 1935 został jego prezesem), awangardowej grupy artystycznej grafików, działającej w latach 1925–1939, której cel stanowiło podniesienie poziomu sztuki drzeworytu. Obok Gardowskiego i Skoczylasa do stowarzyszenia należeli m.in. Edmund Bartłomiejczyk, Tadeusz Kulisiewicz, Konrad Srzednicki, Mieczysław Jurgielewicz oraz Bogna Krasnodębska-Gardowska. Projektował szatę graficzną takich pism jak: „Grafika Polska”, „Polska Gospodarcza”, „The Polish Economist”, „Ster”, przygotowywał plakaty wystawowe, m.in. razem z M. Jurgielewiczem Targi Polskiej Sztuki Ludowej w Rydze (1934), nadając narodowy wyraz używanej stylistyce art déco. Projektował także znaczki pocztowe. Działał w założonym w 1933 r. Kole Artystów Grafików Reklamowych (KAGR), organizującym wystawy i konkursy.
W latach 1929–1939 w Akademii Sztuk Pięknych w Krakowie wykładał liternictwo. Odnosił również sukcesy w grafice warsztatowej, krytyka doceniła m.in. jego Głowę dziewczyny i Ananke, otrzymał srebrny medal za drzeworyty Głowa z fajką (1933) i Okno z doniczką (1933) na Międzynarodowej Wystawie Sztuki i Techniki (Wystawie Światowej) w Paryżu w roku 1937. Wygrał także konkurs na projekt buławy Marszałka Senatu (1929), był współautorem Sali Kawalerii na Wawelu (1938), również jego autorstwa jest kształt liter napisu na płycie Grobu Nieznanego Żołnierza w Warszawie (1925).
Podczas II wojny światowej przebywał w Warszawie, w Powstaniu Warszawskim należał do grupy plastyków w Wydziale Propagandy BIP Komendy Głównej AK i był kierownikiem artystycznym pisma „Barykada Powiśla”.
Po wojnie przeniósł się na stałe do Krakowa i podjął wykłady w Akademii Sztuk Pięknych (1945–1962). Po połączeniu ASP i PWSSP w roku 1950 objął utworzoną od nowa Katedrę Grafiki Książkowej, a od 1952 Katedrę Drzeworytu, którą prowadził do odejścia na emeryturę (1962), z jego pracowni wyszło wielu znanych grafików. Także w roku 1952 został mianowany profesorem krakowskiej ASP, w latach 1952–1956 pełnił funkcję dziekana Wydziału Grafiki, a po reorganizacji był kierownikiem Studium Grafiki w latach 1956–1961. Skupił się przede wszystkim na pracy pedagogicznej, uprawiał jednak nadal grafikę użytkową jako kierownik artystyczny „Przeglądu Artystycznego” i „Twórczości”, zaprojektował znak Instytutu Fryderyka Chopina i opracował graficznie Dzieła wszystkie Chopina (1949–1961).
Zmarł 29 października 1965 w Krakowie. Został pochowany na cmentarzu Rakowickim (kwatera LXX-18-10).

## Odznaczenia
- Złoty Krzyż Zasługi, 22 lipca 1952[22]